# Bisbat de Pemba
El bisbat de Pemba (en llatí: Dioecesis Pembana) és una seu metropolitana de l'Església catòlica. El 2012 tenia 621.000 batejats sobre 1.968.000 habitants. L'arquebisbe actual és Luiz Fernando Lisboa, C.P.

## Territori
L'arxidiòcesi comprèn tota la província de Cabo Delgado a Moçambic. La seu arquebisbat es troba a la ciutat de Pemba, on s'hi troba la Catedral de Sant Pau. El territori se subdivideix en 21 parròquies.

## Història
La diòcesi de Porto Amelia fou erigida el 5 d'abril de 1957 amb la butlla Quandoquidem del papa Pius XII, amb territori desmembrat del bisbat de Nampula. Originàriament era sufragània de l'Arxidiòcesi de Lourenço Marques (avui arquebisbat de Maputo). El 17 de setembre de 1976 va prendre el nom actual.
El 4 de juny de 1984 va entrar a formar part de la província eclesiàstica de l'arquebisbat de Nampula.

## Cronologia de bisbes
- José dos Santos Garcia, S.M.P. † (5 d'abril fr 1957 - 15 de gener de 1975 dimití)
- Januário Machaze Nhangumbe (15 de gener de 1975 - 8 de novembre de 1993 dimití)
- Tomé Makhweliha, S.C.I. (24 d'octubre de 1997 - 16 de novembre de 2000 nomenat arquebisbe de Nampula)
- Francisco Chimoio, O.F.M.Cap. (5 de desembre de 2000 - 22 de febrer de 2003 nomenat arquebisbe de Maputo)
- Ernesto Maguengue (24 de juny de 2004 - 27 d'octubre de 2012 dimitit)
  - Fernando Domingos Costa, C.P. (27 d'octubre de 2012 - 12 de juny de 2013) (administrador apostòlic)
- Luiz Fernando Lisboa, C.P., del 12 de juny de 2013

## Estadístiques
A finals del 2013, la diòcesi tenia 621.000 batejats sobre una població de 1.968.000 persones, equivalent al 31,6% del total.
| any  | població | població  | població | sacerdots | sacerdots       | sacerdots       | sacerdots             | diaques | religiosos | religiosos | parròquies |
| ---- | -------- | --------- | -------- | --------- | --------------- | --------------- | --------------------- | ------- | ---------- | ---------- | ---------- |
| any  | batejats | total     | %        | total     | clergat secular | clergat regular | batejats por sacerdot | diaques | homes      | dones      |            |
| 1970 | 100.697  | 632.158   | 15,9     | 46        | 5               | 41              | 2.189                 |         | 49         | 69         | 7          |
| 1980 | 208.000  | 1.461.000 | 14,2     | 16        | 4               | 12              | 13.000                |         | 16         | 31         | 13         |
| 1990 | 308.705  | 1.876.000 | 16,5     | 11        | 5               | 6               | 28.064                |         | 9          | 32         | 25         |
| 1997 | 371.578  | 2.000.000 | 18,6     | 20        | 13              | 7               | 18.578                |         | 10         | 33         | 15         |
| 2000 | 374.873  | 1.400.000 | 26,8     | 18        | 13              | 5               | 20.826                |         | 7          | 29         | 13         |
| 2001 | 380.000  | 1.400.000 | 27,1     | 18        | 13              | 5               | 21.111                |         | 7          | 40         | 14         |
| 2002 | 382.676  | 2.000.000 | 19,1     | 19        | 13              | 6               | 20.140                |         | 8          | 47         | 14         |
| 2003 | 406.000  | 2.120.000 | 19,2     | 20        | 13              | 7               | 20.300                |         | 10         | 47         | 15         |
| 2004 | 400.000  | 1.400.000 | 28,6     | 19        | 12              | 7               | 21.052                |         | 9          | 68         | 14         |
| 2013 | 621.000  | 1.968.000 | 31,6     | 25        | 19              | 6               | 24.840                |         | 17         | 71         | 21         |